# 李難勝
李 難勝（り なんしょう、549年 - 570年）は、中国の北斉の廃帝高殷の妃。高殷の生母である李祖娥の姪にあたる。本貫は趙郡柏人県。

## 経歴
李祖勲の娘として生まれた。天保10年（559年）、皇太子妃に立てられた。同年10月に文宣帝が死去して高殷が即位するが、李難勝は皇后に立てられることはなかった。翌乾明元年（560年）8月に高殷は廃位され、済南王に落とされた。李難勝も済南王妃に降った。
皇建2年（561年）、高殷が殺害されると、難勝は出家して尼となり、法名を等行と称した。武平元年（570年）5月14日、妙勝尼寺で死去した。享年22。

## 伝記資料
- 済南愍悼王妃李尼墓誌銘（李難勝墓誌）